# Bulletin officiel de l'État indépendant du Congo

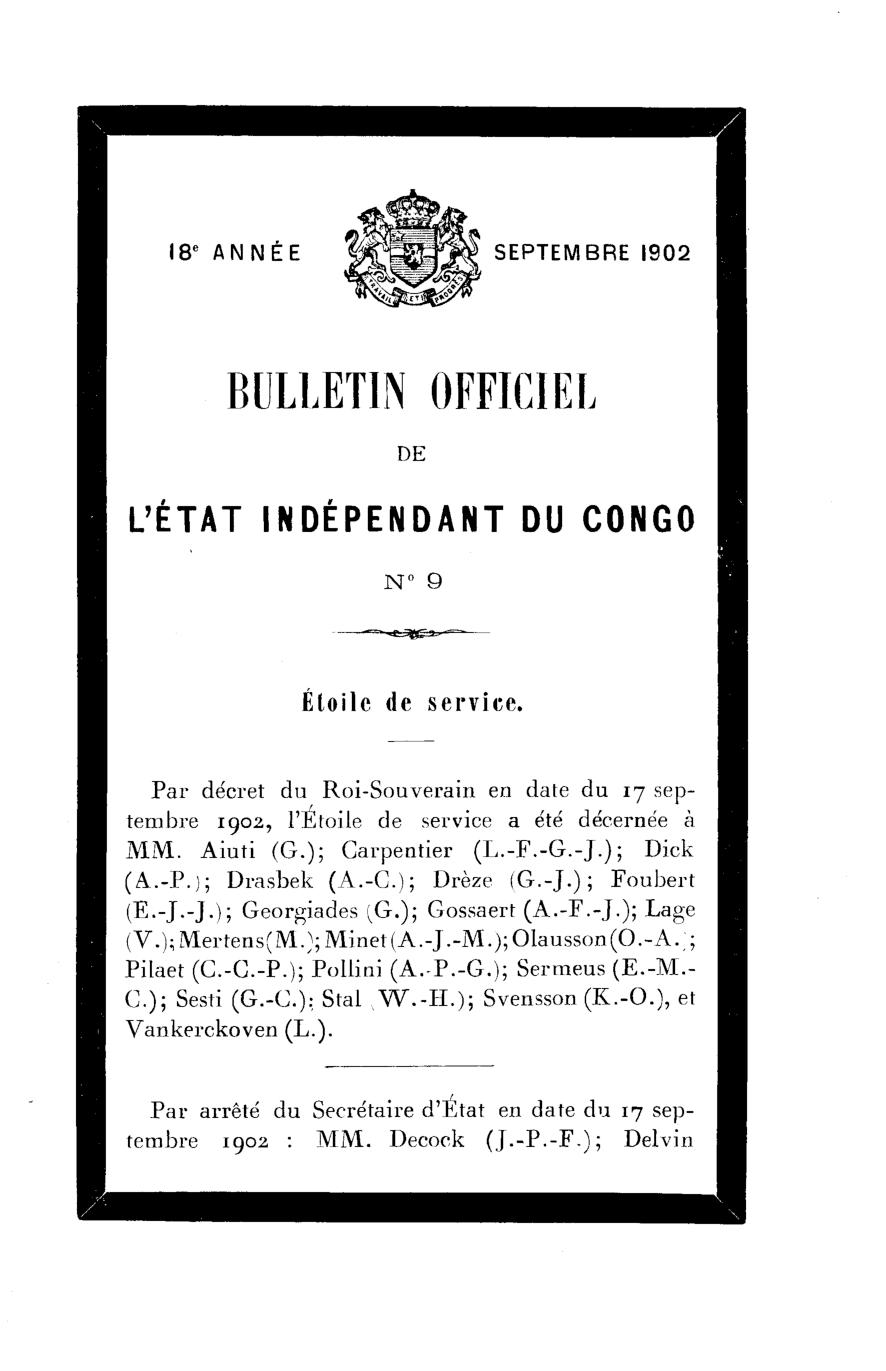
Une première page du Bulletin officiel de l'État indépendant du Congo. Cadre de deuil suivant le décès de la reine Marie Henriette de Belgique, septembre 1902.

Le Bulletin officiel de l'État indépendant du Congo fut le journal officiel de l'État indépendant du Congo. Il contient la législation, sous forme de décrets, de conventions et de règlements, mais aussi de nominations, d'admissions, de distinctions honorifiques et de statistiques.

## Édition
Le Bulletin officiel de l'État indépendant du Congo parut dès la création de l'État indépendant du Congo en 1885 jusqu'à l'annexion du Congo par la Belgique en 1908. Il s'agit d'un journal officiel mensuel, bien qu'il y ait eu aussi des éditions bimestrielles.
Après l'annexion du Congo par la Belgique apparut un nouveau journal officiel, le Bulletin officiel du Congo belge, ou Ambtelijk blad van Belgisch-Congo en néerlandais.

## Contenu
Les éditions du Bulletin officiel de l'État indépendant du Congo contenaient surtout les accords des concessions, les admissions de l'Étoile de service et les résultats de l'importation et de l'exportation.

## Langue
Le Bulletin officiel parut seulement en français, pas en néerlandais. Pourtant l'État indépendant du Congo était lié à la Belgique, pays alors bilingue, à cause de l'union personnelle. Le Roi-Souverain Léopold II fut le chef d'État commun. D'ailleurs le Moniteur belge aussi était rédigé uniquement en français à cette époque.

## Ampleur
Les statistiques suivantes indiquent le nombre de pages annuelles du Bulletin officiel de l'État indépendant du Congo. Ces chiffres ne tiennent pas compte des Annexes au Bulletin officiel de l'État indépendant du Congo.

## Varia
- La première page de l'édition de septembre 1902 a été entourée d'un encadrée de deuil noir, à la suite du décès de la reine Marie-Henriette, l'épouse de Léopold II, décédée pendant ce mois.